# 양회 (삼국지)
양회(楊懷, ? ~ 212년)는 중국 후한 말 유장 휘하의 무장이다. 익주 침략이라는 흑심을 품은 유비에게 살해당했다.

## 생애
211년(건안 16년) 유비가 익주목 유장의 요청에 응해 한중의 장로를 토벌한답시고 광한군 가맹현(葭萌縣)에 머물렀는데 실은 익주를 탈취하기 위한 사전 작업을 하고 있었다. 양회와 고패는 강병을 거느리고 백수관(白水關)에 주둔하고 있었는데 유비를 형주로 돌려보내라고 유장에게 수차례 간언하였다. 212년, 장송과 유비간의 모의가 누설되었다. 유장은 장송을 참하고 관을 지키는 장수들에게는 유비에게로 향하는 문서들을 단속하라고 명령하였다. 유비는 양회와 고패를 불러 참하고는 남진을 시작하였다.

## 평가
방통은 고패와 양회가 유장의 명장이라 하였다.

## 삼국지연의
사서가 아닌 소설 《삼국지연의》에서는 고패와 함께 부수관(涪水關)에서 유비를 감시한다. 민심만 잡고 있는 유비의 의도가 몹시 불순하다며 각종 지원을 하지 말라고 유장에게 진언한다. 유비는 형주로 돌아가는 척 연기하며 양회와 고패에게 송별을 청한다. 양회와 고패는 그 자리에서 유비를 암살하고자 출석하지만 실은 모든 게 방통의 함정이었다. 각각 유봉과 관평에게 붙잡히고 군막 앞으로 끌려나가 참수당한다.

## 참고 문헌
- 《삼국지》32권 촉서 제2 선주 유비
- 《삼국지》37권 촉서 제7 방통